# Mallota klepsvikae
Mallota klepsvikae är en tvåvingeart som beskrevs av Manuel A. Zumbado 2002. Mallota klepsvikae ingår i släktet hålblomflugor, och familjen blomflugor. Inga underarter finns listade i Catalogue of Life.